# Oskar Gröning
Oskar Gröning (10 de junho de 1921 – 9 de março de 2018) foi um ex-oficial da Schutzstaffel (SS) que serviu no exército alemão no campo de concentração de Auschwitz. Suas responsabilidades incluíam contar e classificar o dinheiro retirado dos prisioneiros recém chegados. Em algumas ocasiões, testemunhou os procedimentos de matança em massa no campo. Depois de ser transferido de Auschwitz para uma unidade de combate em outubro de 1944, Gröning foi capturado pelos britânicos em 10 de junho de 1945. Ele foi posteriormente transferido para a Grã-Bretanha como prisioneiro de guerra.
Ao retornar à Alemanha, ele conduziu uma vida normal, relutante em falar sobre seu tempo em Auschwitz. No entanto, mais de 40 anos depois, ele decidiu contar suas atividades em Auschwitz depois de ouvir sobre a negação do Holocausto. Desde então criticou abertamente aqueles que negam os eventos que ele testemunhou, e a ideologia a que ele já se inscreveu. As informações que ele forneceu à BBC, no entanto, contribuíram para a decisão de processá-lo. Seu registro de ativista contra negadores do Holocausto desde 1985 não foi levado em consideração. Gröning tem sido notável como um alemão disposto a fazer declarações públicas sobre sua experiência como soldado de SS, as quais são auto-incriminadoras e expuseram sua vida ao escrutínio público..
Em setembro de 2014, Gröning foi acusado pelos procuradores alemães como colaborador pelo assassinato de 300 mil pessoas, por seu papel no campo de concentração de Auschwitz. Seu julgamento começou em abril de 2015, depois que o tribunal determinou que, aos 92 anos, ele ainda estava apto para ser julgado. O julgamento foi realizado em Lüneburg, na Alemanha. Em 15 de julho de 2015, ele foi considerado culpado de facilitar o assassinato em massa e condenado a quatro anos de prisão. Em 9 de março de 2018, Gröning morreu enquanto estava hospitalizado na Baixa Saxônia, antes de começar sua sentença. Ele tinha 96 anos.
Apesar de, durante sua vida, ter se recusado a falar sobre seu passado na guerra, ele criticou abertamente o negacionismo do Holocausto. Certa vez, afirmou: "Gostaria que acreditassem em mim. Eu vi as câmaras de gás. Eu vi os crematórios. Eu vi as fogueiras. Gostaria que vocês acreditassem que essas atrocidades aconteceram, porque eu estava lá."